# Humberto Zurita
Humberto Zurita (Torreón, Coahuila, Mexikó, 1954. szeptember 2. –) mexikói színész, producer és rendező.

## Élete
1954. szeptember 2-án született. 1986-ban feleségül vette Christian Bach színésznőt. Két gyermekük született: Sebastián, aki szintén színész, és Emiliano.

## Filmográfia

### Telenovellák

#### Telemundo
- La reina del sur  (Dél királynője) (2011) Epifanio Vargas
- Marina (2006-2007) Guillermo Alarcón
- Los Plateados (2005) Emilio Gallardo Rivas
- Ladrón de corazones (2003) Antonio Vega

#### TV Azteca
- Vivir a destiempo (2013) Rogelio Bermudez
- Secretos del alma (2008-2009) Andrés Lascuráin
- Agua y aceite (2002) Ernesto Zamora
- El candidato (1999) Ignacio Santoscoy

#### Televisa
- Alguna vez tendremos alas (1997) Guillermo Lamas
- La antorcha encendida (1996) Mariano Foncerrada
- Bajo un mismo rostro (1995) Sebastián Obregón
- El vuelo del águila (1994) Gral. Porfirio Díaz
- Capricho (1993) Daniel Franco
- Al filo de la muerte (1991) Francisco Riquer
- Encadenados (1988) Germán
- De pura sangre (1985-1986) Alberto Salerno
- El maleficio (1983) Jorge de Martino
- El derecho de nacer (1981-1982) Alberto Limonta
- Soledad (1981) Fernando
- Querer volar (1980) Daniel
- Muchacha de barrio (1979) Raúl
- Una mujer (1978) Javier

### Producerként

#### TV Azteca
- Agua y aceite (2002)
- La calle de las novias (2000)
- El candidato (1999)
- Azul tequila (1998-1999)
- Señora (1998)
- Perla (1998)
- La chacala (1997-1998)

#### Televisa
- Cañaveral de pasiones (1996)
- Bajo un mismo rostro (1995)

### Rendezőként
- Me olvidarás (2009)
- El candidato (1999)
- Azul tequila (1998)